# Заросляк кузкійський
Заросляк кузкійський (Atlapetes canigenis) — вид горобцеподібних птахів родини Passerellidae. Ендемік Перу.

## Опис
Довжина птаха становить 16 см. Голова чорна, на лобі і тімені руда смуга. Верхня частина тіла темно-сіра, крила і хвіст чорні. Нажня частина тіла сланцево-сіра. Виду не притаманний статевий диморфізм.

## Поширення і екологія
Кузкійські заросляки є ендеміками гірського хребта Кордильєра-де-Вількабамба в регіоні Куско на південному сході Перу. Вони живуть в підліску густих вологих тропічних лісів на висоті 2500-3000 м над рівнем моря.